# Lista de castelos do País de Gales
Esta é uma lista de castelos do País de Gales presentes na wikipédia lusófona, ordenada por comunidades para melhor conveniência.

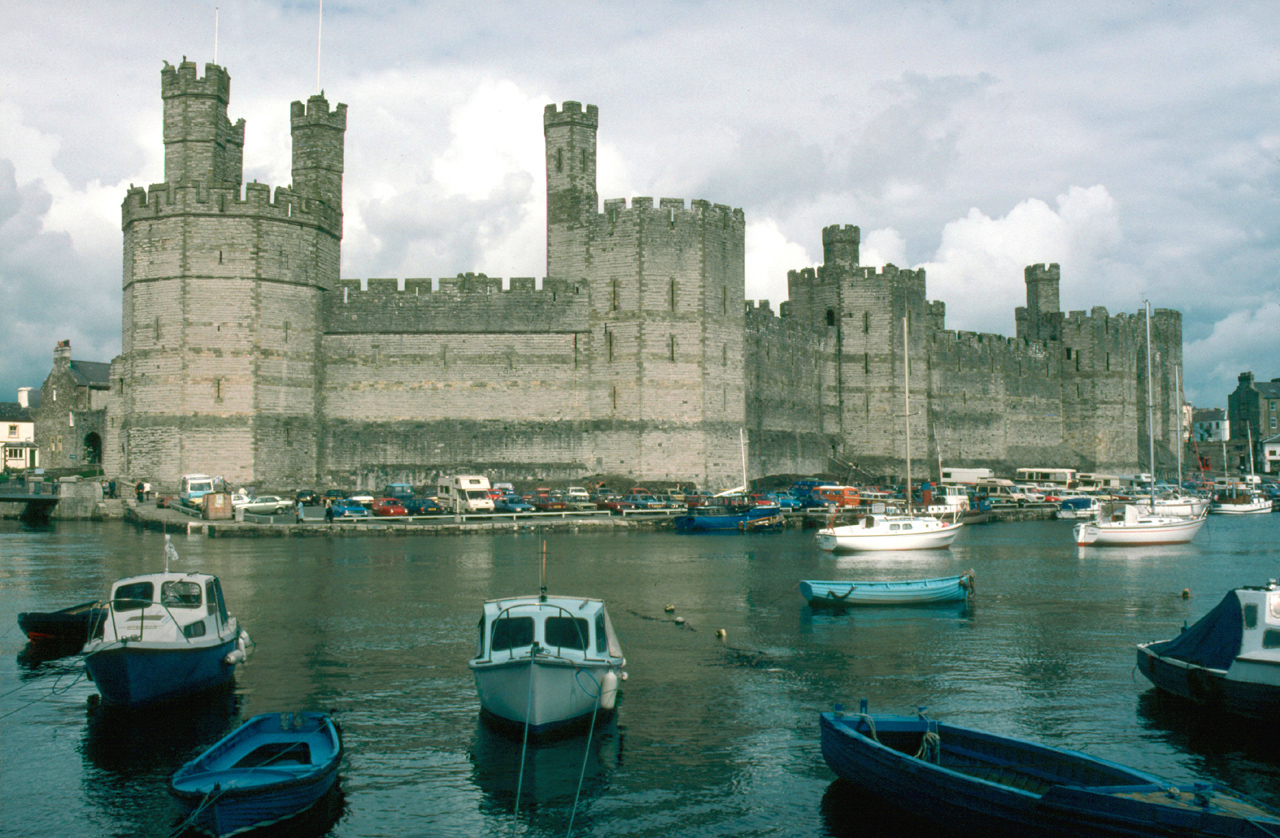
Newark Castle (Port Glasgow).

| Índice |
| ------ |
|        |

## Bridgend
- castelo de paris
- Castelo Candleston
- Castelo Coity
- Castelo Kenfig
- Castelo Newcastle
- Castelo Ogmore

## Caerphilly
- Castelo de Caerphilly
- Castelo Morgraig
- Castelo Ruperra

## Cardiff
- Castelo de Cardiff[1]
- Castelo de St Fagans
- Castelo Coch

## Carmarthenshire
- Castelo Carreg Cennen
- Castelo Castell
- Castelo de Carmarthen
- Castelo de Kidwelly
- Castelo de Laugharne
- Castelo de Llandovery
- Castelo de Llansteffan
- Castelo de Newcastle Emlyn
- Castelo Dinefwr
- Castelo Dryslwyn

## Ceredigion

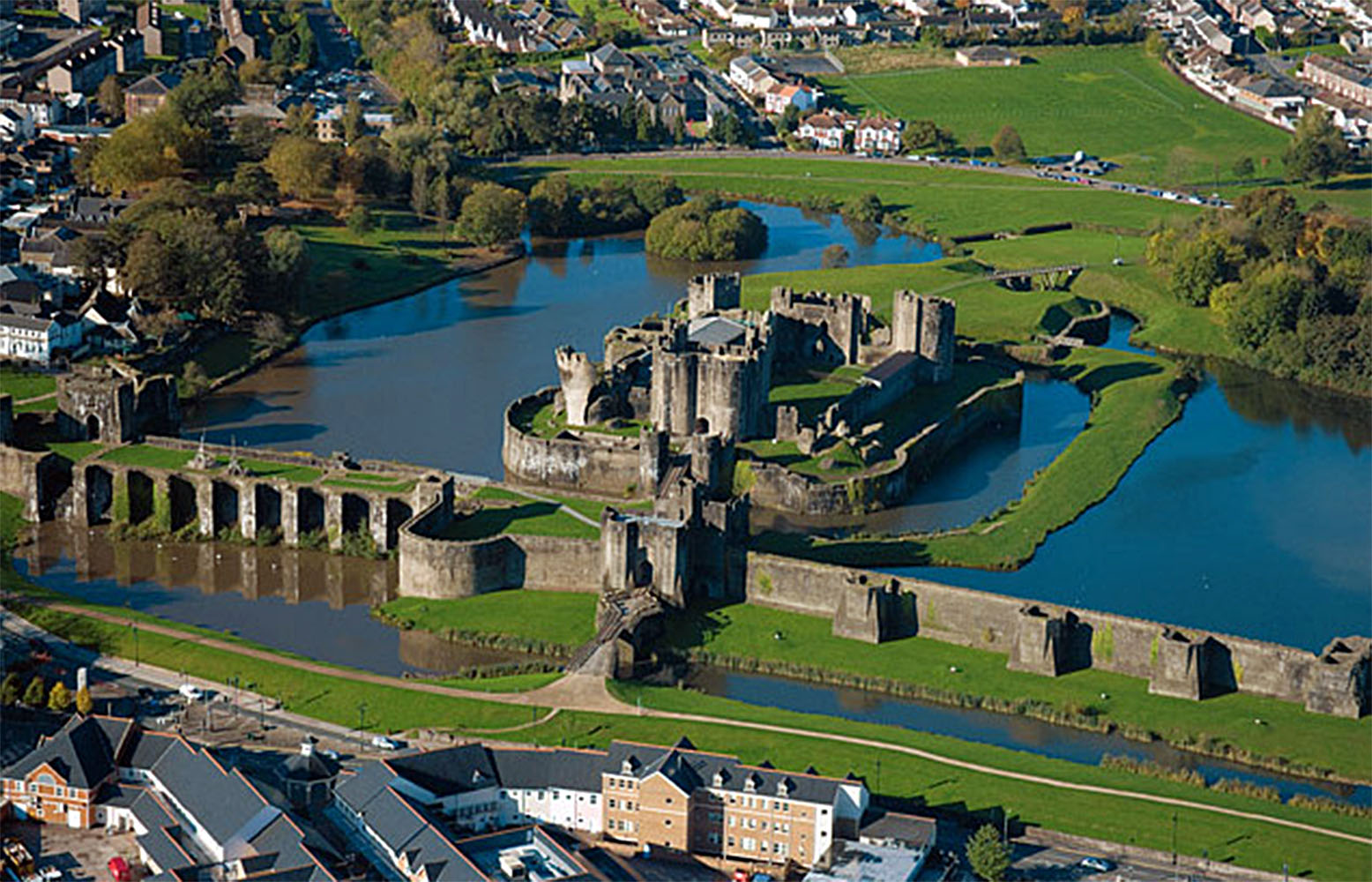
Caerphilly Castle

- Castelo Aberdyfi
- Castelo Cadwgan
- Castelo Caerwedros
- Castelo de Aberystwyth
- Castelo de Cardigan
- Castelo de Newcastle Emlyn
- Castelo Dinerth
- Castelo Gwallter
- Castelo Lampeter
- Castelo Llanrhystud
- Castelo Ystrad Meurig
- Castelo Ystrad Peithyll

## Conwy
- Castelo de Dolwyddelan
- Castelo de Deganwy
- Castelo Gwrych
- Castelo Gwydir
- Castelo de Conwy

## Denbighshire
- Castelo de Bodelwyddan
- Castelo de Denbigh
- Castelo de Rhuddlan
- Castelo de Ruthin
- Castelo Dinas Brân
- Castelo Prestatyn
- Twthill

## Flintshire
- Castelo Caergwrle
- Castelo de Flint
- Castelo Ewloe
- Castelo Hawarden
- Castelo Mold

## Gwynedd

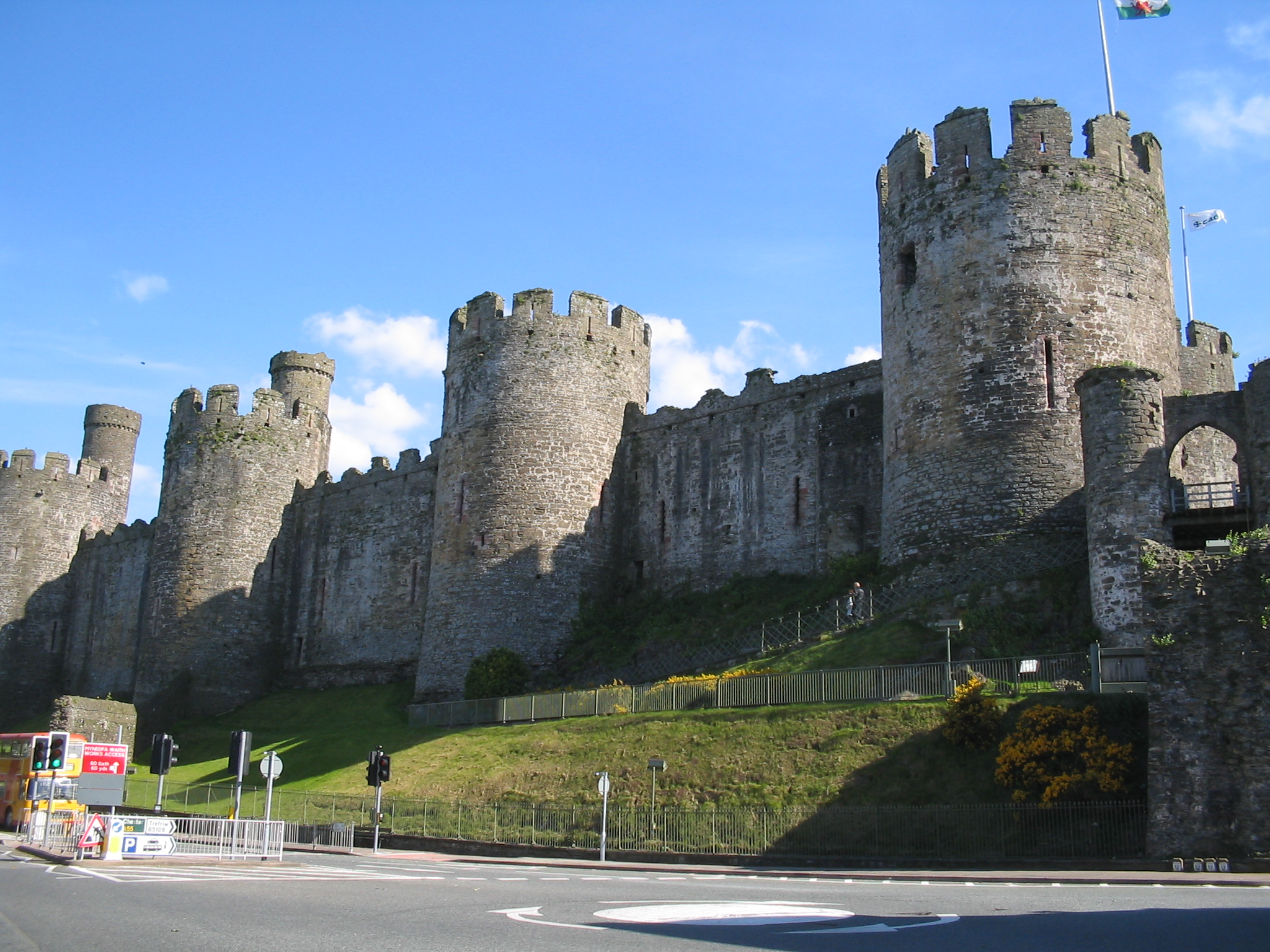
Conwy Castle.

- Castell y Bere
- Castelo Bryn Bras
- Castelo Carndochan
- Castelo de Caernarfon[2]
- Castelo de Criccieth
- Castelo Dolbadarn
- Castelo Penrhyn
- Dinas Emrys
- Castelo de Harlech

## Anglesey
- Castelo de Beaumaris
- Castelo Aberlleiniog

## Merthyr Tydfil
- Morlais Castle

## Monmouthshire
- Castelo Abergavenny
- Castelo Arnold
- Castelo Betws Newydd
- Castelo Caldicot
- Castelo Chepstow
- Castelo Dingestow
- Castelo Grosmont
- Castelo Llanfair Kilgeddin
- Castelo Llangibby
- Castelo Llanvair Discoed
- Castelo Monmouth
- Castelo Newcastle, Monmouthshire
- Castelo Pen y Clawdd
- Castelo Penrhos, Monmouthshire
- Castelo Raglan
- Castelo Skenfrith
- Castelo Trellech
- Castelo Troggy
- Castelo Usk
- Castelo White

## Neath Port Talbot
- Castelo Neath

## Newport
- Castelo Caerleon
- Castelo Newport
- Castelo Pencoed
- Castelo Penhow

## Pembrokeshire
- Castelo Benton
- Castelo Carew
- Castelo de Cilgerran
- Castelo Haverfordwest
- Castelo Llawhaden
- Castelo Manorbier
- Castelo Narberth
- Castelo Pembroke
- Castelo Picton
- Castelo Roch
- Castelo Tenby
- Castelo Upton
- Castelo Wiston
- Castelo Wolf

## Powys

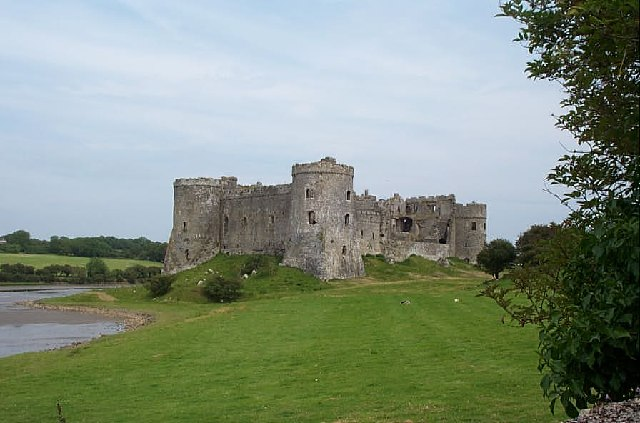
Castelo Carew.

- Castelo Aberedw
- Castelo Aberllynfi
- Castelo Barland
- Castelo Beguildy
- Castelo Blaenllyfni
- Castelo Bleddfa
- Castelo Brecon
- Castelo Bronllys
- Castelo Buddugre
- Castelo Builth
- Castelo Burfa
- Castelo Cefnllys
- Castelo Clyro
- Castelo Colwyn
- Castelo Crickhowell
- Castelo Crug Eryr
- Castelo Crugerydd
- Castelo Cymaron
- Castelo de Powis[3]
- Castelo Dinas
- Castelo Dinieithon
- Castelo Dolforwyn
- Castelo Du
- Castelo Evenjobb
- Castelo Glan Edw
- Castelo Glasbury
- Castelo Hay
- Castelo Hen Domen
- Castelo Kinsey
- Castelo Knighton
- Castelo Knucklas
- Castelo Llanafan-Fawr
- Castelo Maesllwch
- Castelo Mathrafal
- Castelo Montgomery
- Castelo New Radnor
- Castelo Nimble
- Castelo Penarth
- Castelo Rhayader
- Castelo Tinboeth
- Castelo Tomen
- Castelo Tretower
- Castelo Womaston
- Painscastle

## Rhondda Cynon Taf
- Castelo Llantrisant

## Swansea
- Castelo de Swansea
- Castelo Loughor
- Castelo Oxwich
- Castelo Oystermouth
- Castelo Pennard
- Castelo Penrice
- Castelo Weobley

## Vale of Glamorgan
- Castelo Barry
- Castelo Fonmon
- Castelo Hensol
- Castelo Old Beaupre
- Castelo Penmark
- Castelo St Donat
- Castelo St Quintins
- Castelo Wrinstone
- Dinas Powis

## Wrexham
- Castelo Holt
- Castelo de Chirk